# Траппер

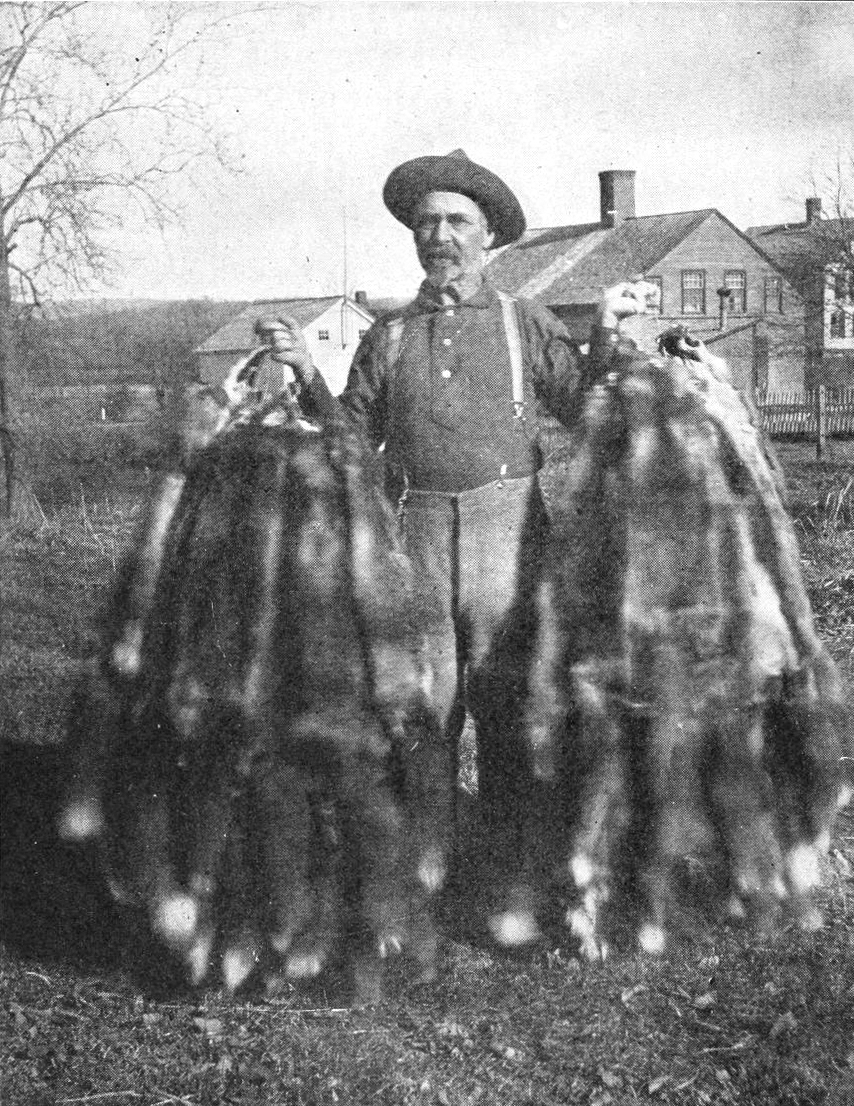
Траппер с лисьими шкурами в Адирондаке

Тра́ппер (англ. trap «ловушка») — североамериканский зверолов, промышляющий пушниной. Трапперов (trapper) иногда противопоставляют охотникам (hunter), так как объектом их промысла являются шкуры животных, а не мясо. Также они помимо оружия используют ловушки (капканы, петли).

## История
Самые ранние упоминания трапперов относятся к XVII веку в связи с Бобровыми войнами. Исторически они сотрудничали с мехоторговыми компаниями и нередко выступали в роли первооткрывателей. Так траппер Северо-западной компании Александр Маккензи в 1789 году обнаружил в Канаде реку, названную позже его именем. Траппер Джедедайя Смит в первой половине XIX века участвовал в исследовании Дикого Запада. Иногда трапперы образовывали отряды для путешествия в неизведанные земли (Сотня Эшли). В 1820-е годы за один сезон траппер мог заработать до 2000 долларов. К концу 1830-х трапперов-одиночек вытеснили организованные партии из мехоторговых компаний. Некоторые трапперы считаются основателями американских городов: так Майлс Гудьир в 1846 году основал Огден на территории штата Юта.

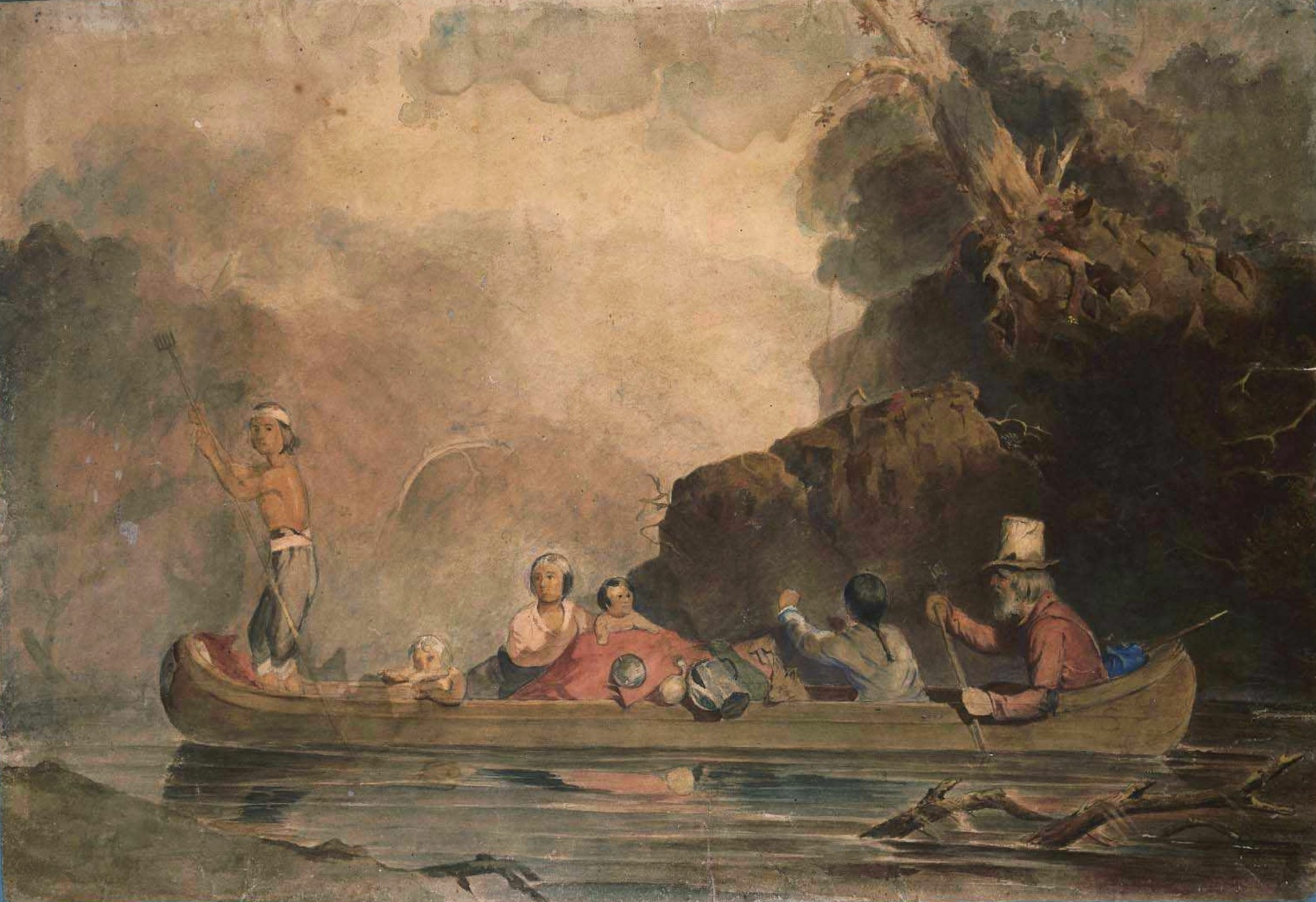
Чарльз Дис. Траппер и его семья. 1845

## Быт
Снаряжение траппера обычно включало: кожаную куртку, брюки из ткани, меховые мокасины, шляпу или зимний плащ. На ремне над левым плечом висели ножи, топор, порох и свинец. Типичными охотничьими винтовками были Hawken братьев Якоба и Семюэля Хокенов из Сент-Луиса. Язык трапперов включал в себя различные английские, французские, испанские и индейские заимствования. Нередко трапперы проникались бытом индейцев и смешивались с ними (Серая Сова, Шарбонно). Некоторые исследователи полагают, что траппер был самовольным изгоем своего народа.
Хотя охота на пушных зверей считается профессией, почти ни для кого из трапперов это не было единственным источником дохода. Это обусловлено сезонностью охоты, конкуренцией более дешёвого меха домашних животных и редкостью животных с ценным мехом. Многие виды животных были почти полностью истреблены, из-за чего сегодня охота на них строго запрещена. Особенно это относится к хищным животным, таким как обычная и рыжая рысь, чья популяция снизилась настолько, что нарушился естественный баланс хищников и дичи.

## Дичь трапперов
Объектом промысла трапперов являются: куница, норка, горностай, ласка, барсук, росомаха, бобр, красная белка, койот, лисица, волк, ондатра, песец, иногда черный медведь.

## Образ траппера в искусстве

### Кино
- Across the Wide Missouri
- Последний зверолов (Le dernier trappeur, 2004)
- Выживший (The Revenant, 2015)
- Граница (телесериал) (Frontier, 2016)
- Большая тропа

### Компьютерные игры
- Завоевание Америки. Траппер — юнит Англии, США и Нидерландов. Также есть одиночная миссия, посвященная трапперам.
- Red Dead Redemption 2. Трапперы представлены как торговцы, у которых можно приобрести и улучшить снаряжение принеся им шкуры животных.